# Rohnstedt
Rohnstedt ist ein Ortsteil der Stadt und Landgemeinde Greußen im Kyffhäuserkreis in Thüringen.

## Geografie
Das Straßendorf Rohnstedt liegt zweieinhalb Kilometer südlich von Großenehrich 250 Meter über NN im Ackerhügelland des Thüringer Beckens am Fuß der Südabdachung der Hainleite in einer großflächlichen Flur. Die Landesstraße 2090 verbindet den Ortsteil mit den Nachbarorten und dem ferneren Umland. Der Ober- und Untergroll sind zwei wertvolle Flurgehölze mit dem Grollbach. Obstbaureihen und Streuobstwiesen geben der Landschaft ein Gepräge.

## Geschichte
Das landwirtschaftlich geprägte Dorf bewohnen derzeit 148 Einwohner. Es wurde bereits am 27. September 976 erstmals urkundlich erwähnt. Bis 1918 gehörte Rohnstedt zur Unterherrschaft des Fürstentums Schwarzburg-Sondershausen.
In den 1950er Jahren erfolgte im Ort die durch die Regierung der DDR verordnete Kollektivierung der Landwirtschaft.
Rohnstedt wurde mit der Auflösung der Verwaltungsgemeinschaft Großenehrich am 1. Januar 1996 Teil der Stadt Großenehrich, die sich zum 1. Januar 2021 mit der Gemeinde Wolferschwenda und der Stadt Greußen zur neuen Stadt und Landgemeinde Greußen zusammenschloss.

## Sehenswürdigkeiten
Die Rohnstedter Dorfkirche St. Gotthardt ist das bedeutendste Baudenkmal des Ortes. Sie wurde im Jahre 1693 anstelle einer baufälligen Vorgängerkirche errichtet. Der Turm aus dem Jahre 1727 trägt eine barocke Zwiebelhaube. Im Jahre 2001 wurde der hölzerne Dachstuhl der Turmhaube saniert, das Dach neu schiefergedeckt und mit einer umlaufenden Dachrinne bestückt.
Die drei Bronzeglocken aus den Jahren 1739, 1850 und 1856 mussten im Ersten Weltkrieg für Kriegszwecke abgegeben werden. Sie wurden 1920 durch drei Stahlgussglocken ersetzt.
Im Jahre 1837 wurde der ursprüngliche barocke Stil des Kircheninneren dem Biedermeierstil angepasst. Der in diesem Zuge umgewandelte gotische Flügelaltar (um 1510) erhielt 1989/90 wieder seine ursprüngliche Form. Weitere Sanierungen mit einem völligen Umbau des Inneren erfolgten in den Jahren 1987 bis 1992.

Bilder der Kirche
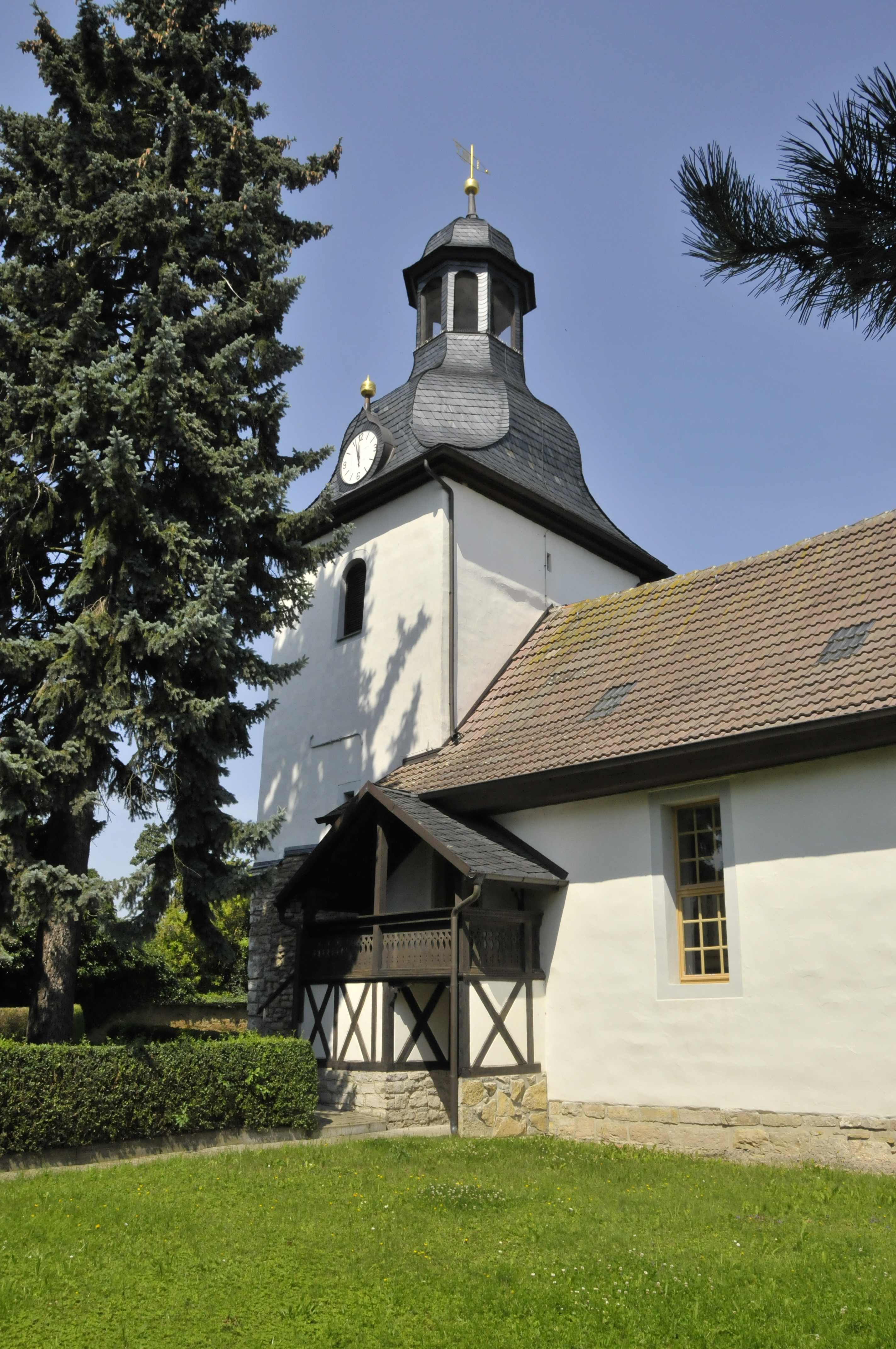
Dorfkirche
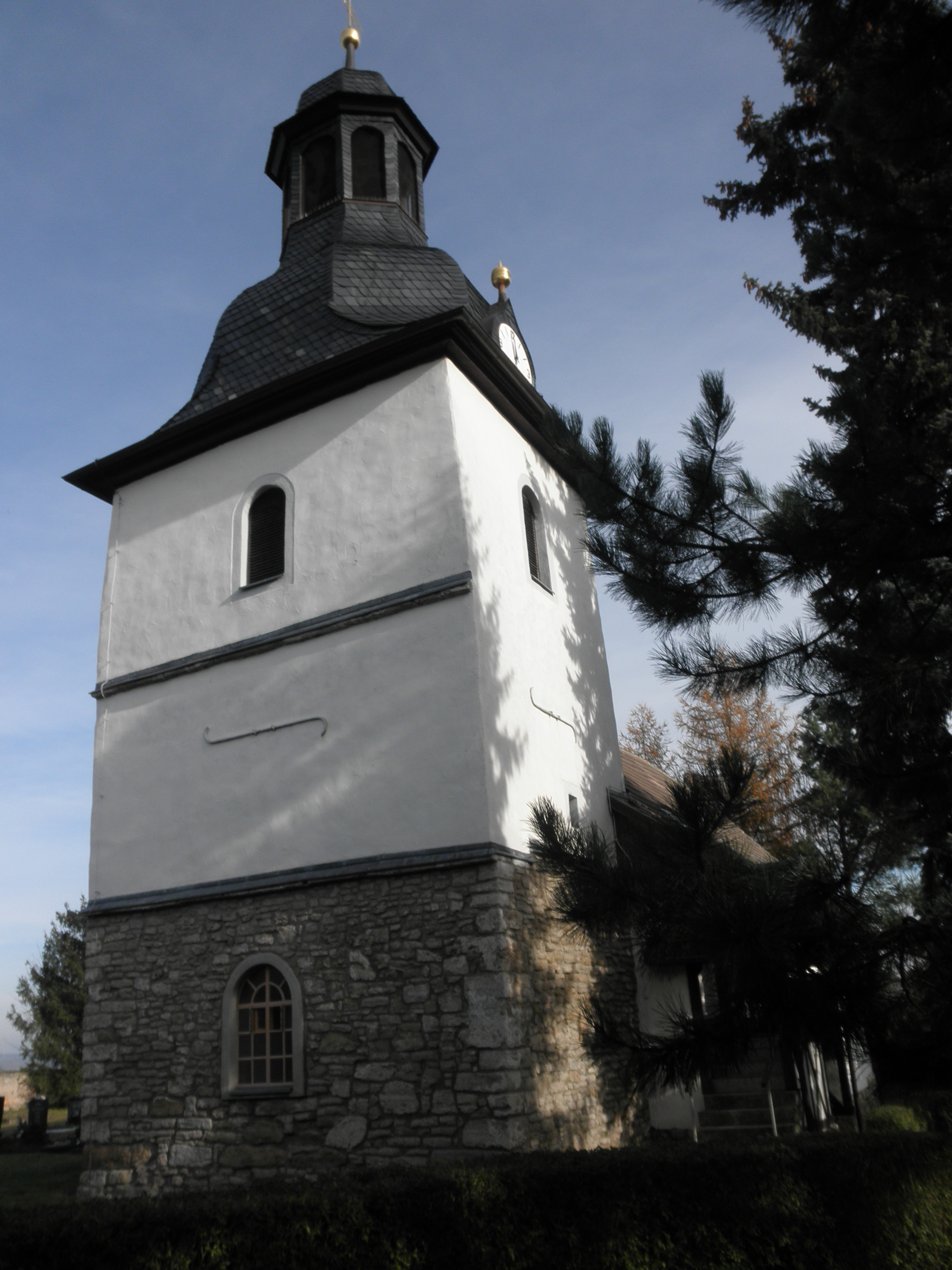
Kirchturm
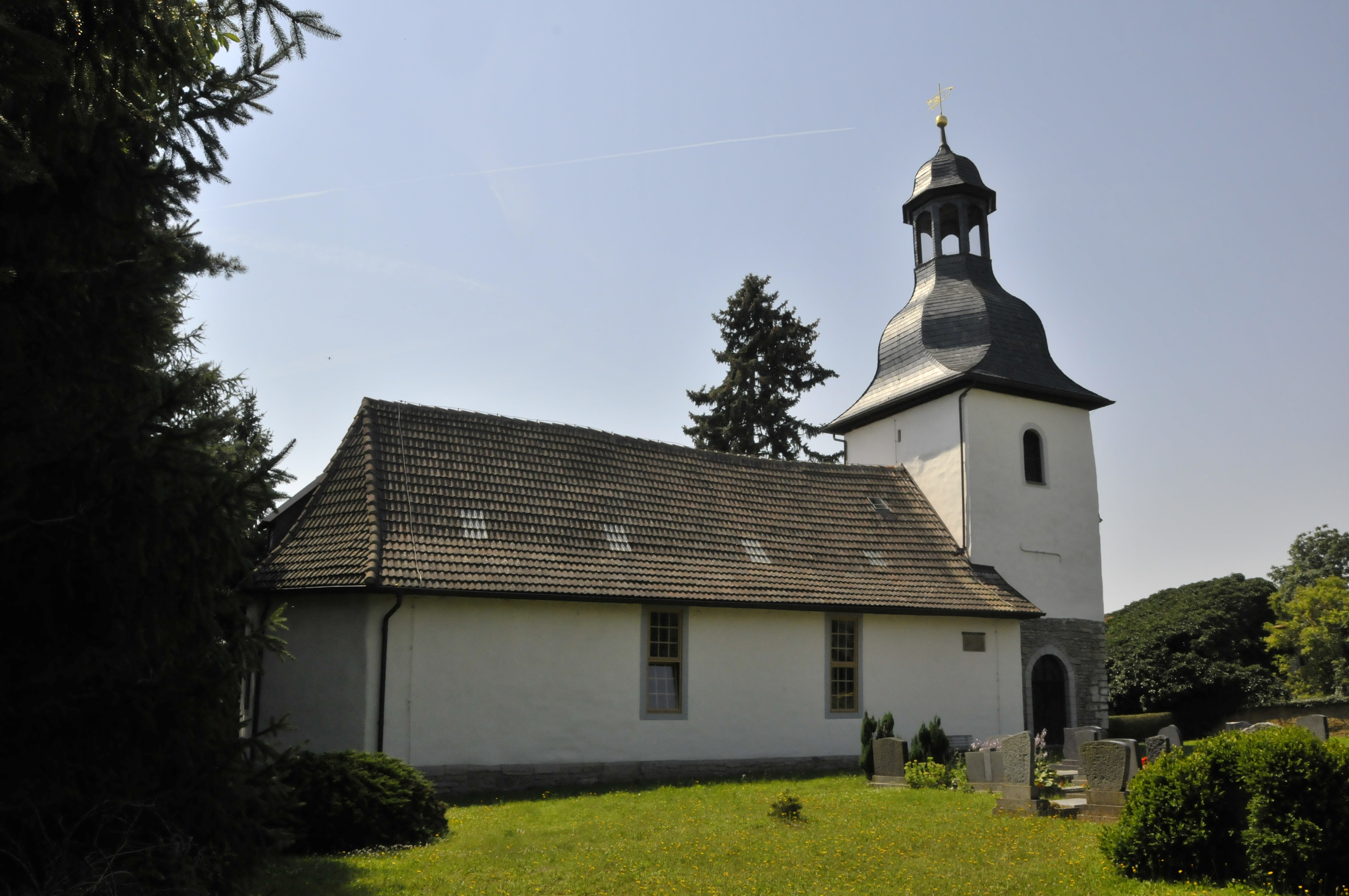
Dorfkirche
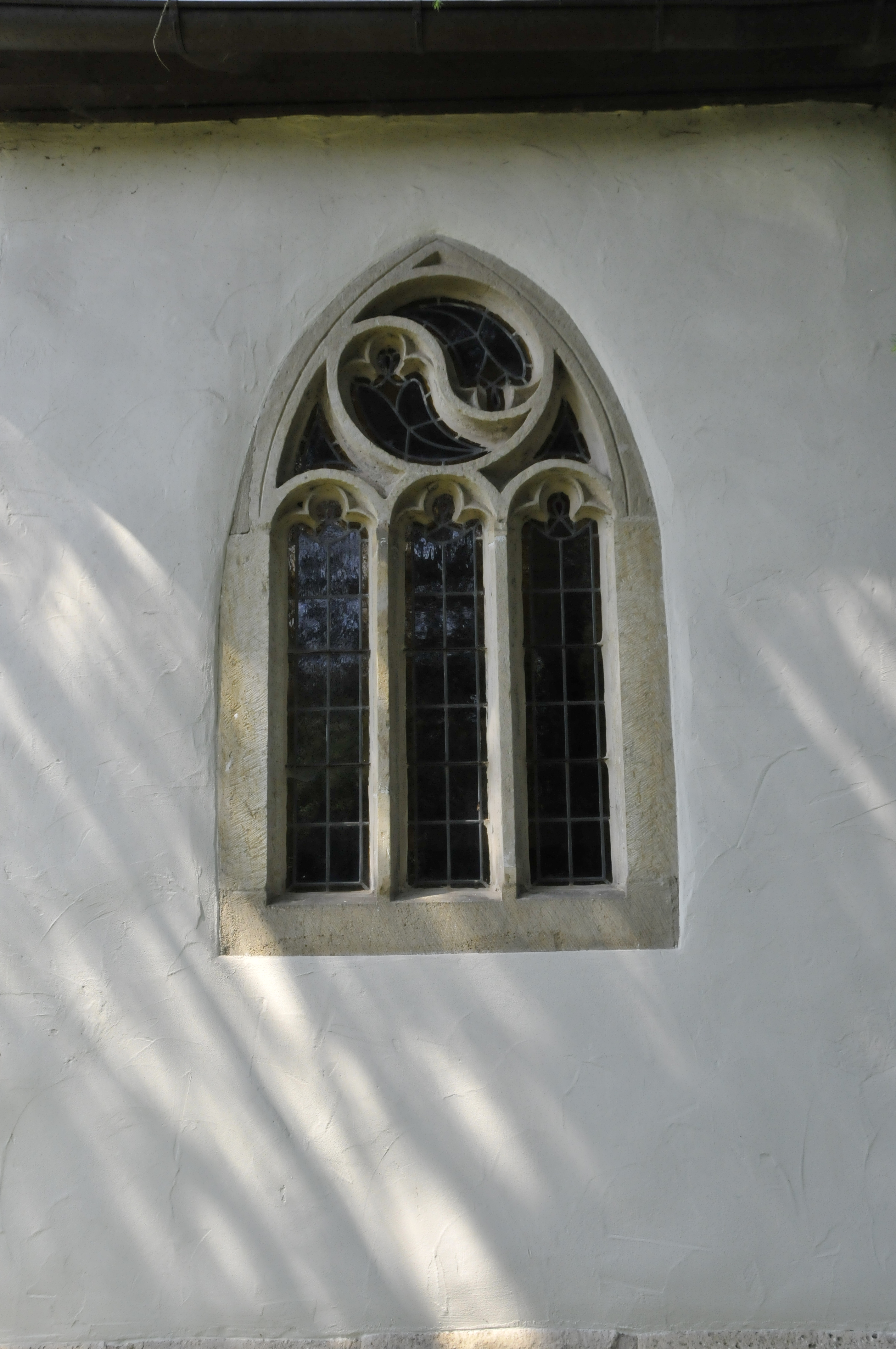
Chorfenster der Kirche

## Persönlichkeiten
- Andreas Toppius (1605–1677), Pfarrer in Rohnstedt
- Adolph Friedrich Magerstedt (1801–1879), klassischer Philologe und Geistlicher, in Rohnstedt geboren[6]
- Albert Hochheim (1816–1880), deutscher Landwirt, Bürgermeister von Rohnstedt und Politiker